# Споменик Совјетској армији (Софија)
Споменик Совјетској армији у Софији, главном граду Бугарске, подигнут је 1954. године у част совјетских војника погинулих за ослобођење Бугарске у Другом светском рату.

## Историјат и изглед
Централна фигура на споменику је совјетски војник који држи аутомат Шпагин, а покрај њега стоје мушкарац и жена, односно бугарска сељанка и радник. У подножју обелиска стоје још две композиције скулптура с мотивима ослобођења Бугарске 1944. године.
Одлука о изградњи споменика донесена је 4. октобра 1949. годјне на конгресу Бугарске комунистичке партије. Бугарска влада на челу са премијером Василом Коларовим расписала је конкурс за изглед споменика. Први камен током изградње споменика постављен је 5. јула 1952. и званично отворен 1954. године у присуству совјетске делегације, коју је предводио маршал Сергеј Бирјузов.
Споменик је дизајнирао тим кога су предводили вајар Иван Фунев и архитекта Данчо Митов. Чланови тима били су архитекте Данчо Митов, Иван Василев, Љубен Нејков и Борис Китанов, вајари Иван Фунев, Љубомир Далчев, Мара Георгиева, Васка Емануилова, Васил Зидаров и Петар Дојчинов и графичар Борис Ангелушев.
Споменик се налази у центру Софије, на Булевару Цара Ослободиоца, између Орловог моста и зграде Универзитета у Софији, на почетку Борисовог парка.

## Покушаји рушења и вандализам
Године 1993, с јачањем антисовјетских организација, под притиском Савеза демократских снага софијско Општинско веће одлучило је да сруши споменик, што се напослетку није остварило због противљења бугарске јавности. Касније је било и других покушаја рушења, што траје до данас. Али, као што је случај са скоро свим совјетским споменицима у Бугарској, покушаји да их се уништи нису успели, уер такви захтеви увек наиђу на отпор бугарске јавности.
Негативан став Општинског већа Софије према споменику огледа се у чињеници да власти не брину о споменику и његовом околишу, упркос чињеници да се налази у самом центру бугарске престонице. По ноћи се око споменика окупљају млади људи, па често зна да буде пошаран графитима.
Сваке године уочи Дана победе представници невладиних организација, студената и руских дипломата очисте споменик од графита.
Случај вандализма забележен је 18. јуна 2011. године; непозната лица су преко ноћи офарбала статуе војника Црвене армије на рељефу у личности из америчких стрипова: Супермена и Џокера, као и Деда Мраза и маскоту Мекдоналдса, кловна Роналда Мекдоналда. Испод је било исписан натпис „Укорак с временом“.
Споменик је још једном послужио за уметничку интервенцију 10. фебруара 2012. годиње када је на лице сваког војника на рељефу насликана маска Анонимуса као позив бугарским грађанима на анти-АКТА протесте који су одржани у Бугарској односно Европи 11. фебруара.

## Комеморације
Левичарске организације у Бугарској традиционално код споменика прослављају годишњицу 9. септембра 1944. (долазак на власт бугарских комуниста, дан након уласка снага Трећег украјинског фронта у Бугарску). Бугарске борачке организације овде традиционално прослављају 9. мај.